# Kanzel (Blienschwiller)

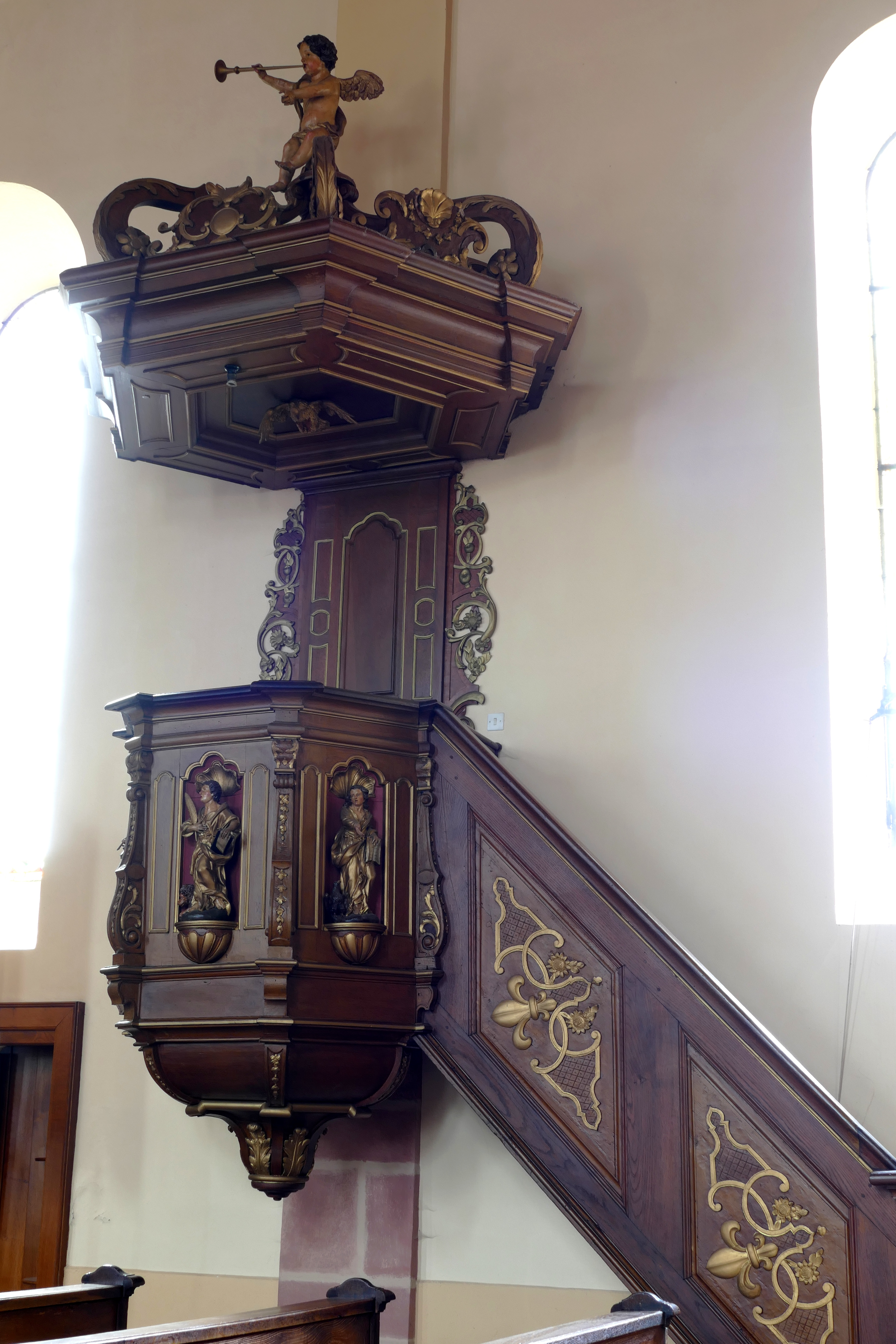
Kanzel in Blienschwiller

Die Kanzel in der Kirche Saints-Innocents in Blienschwiller, einer französischen Gemeinde im Département Bas-Rhin der Region Grand Est (bis 2015 Elsass), wurde im zweiten Viertel des 18. Jahrhunderts geschaffen. Im Jahr 1996 wurde die barocke Kanzel als Monument historique in die Liste der geschützten Objekte (Base Palissy) in Frankreich aufgenommen.
Die 2,96 Meter hohe Kanzel aus Eichenholz ist farbig gefasst und vergoldet. Sie stammt aus einer unbekannten Werkstatt.
Am Kanzelkorb stehen in Nischen Holzskulpturen der vier Evangelisten, die farbig gefasst sind. Die Treppe an der rechten Seite ist mit vergoldeten Ornamenten geschmückt.  
Unter dem achteckigen Schalldeckel ist die Skulptur einer Heiliggeisttaube, darüber die eines Posaunenengels angebracht. 

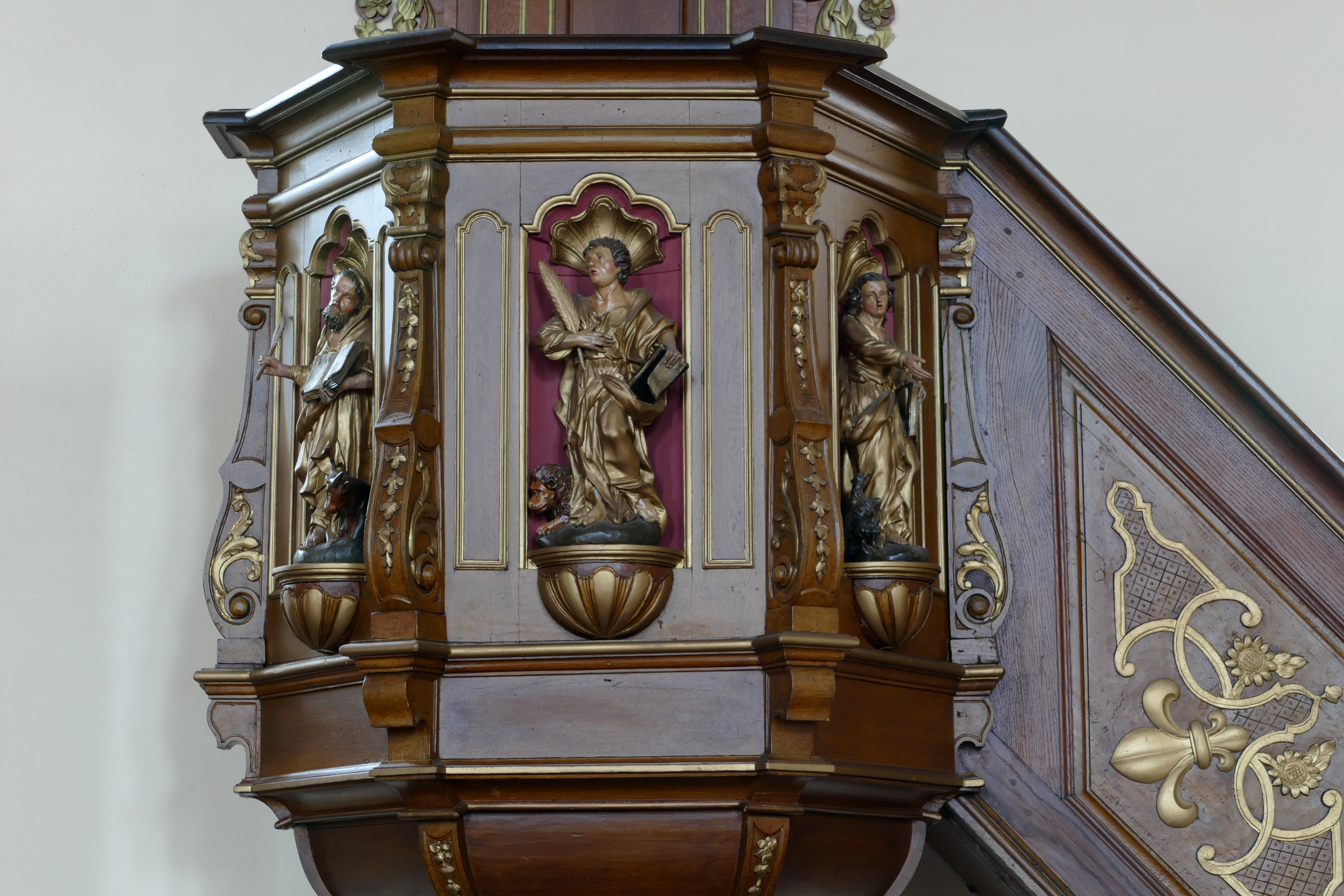
Kanzelkorb mit den Evangelisten Lukas, Markus und Johannes
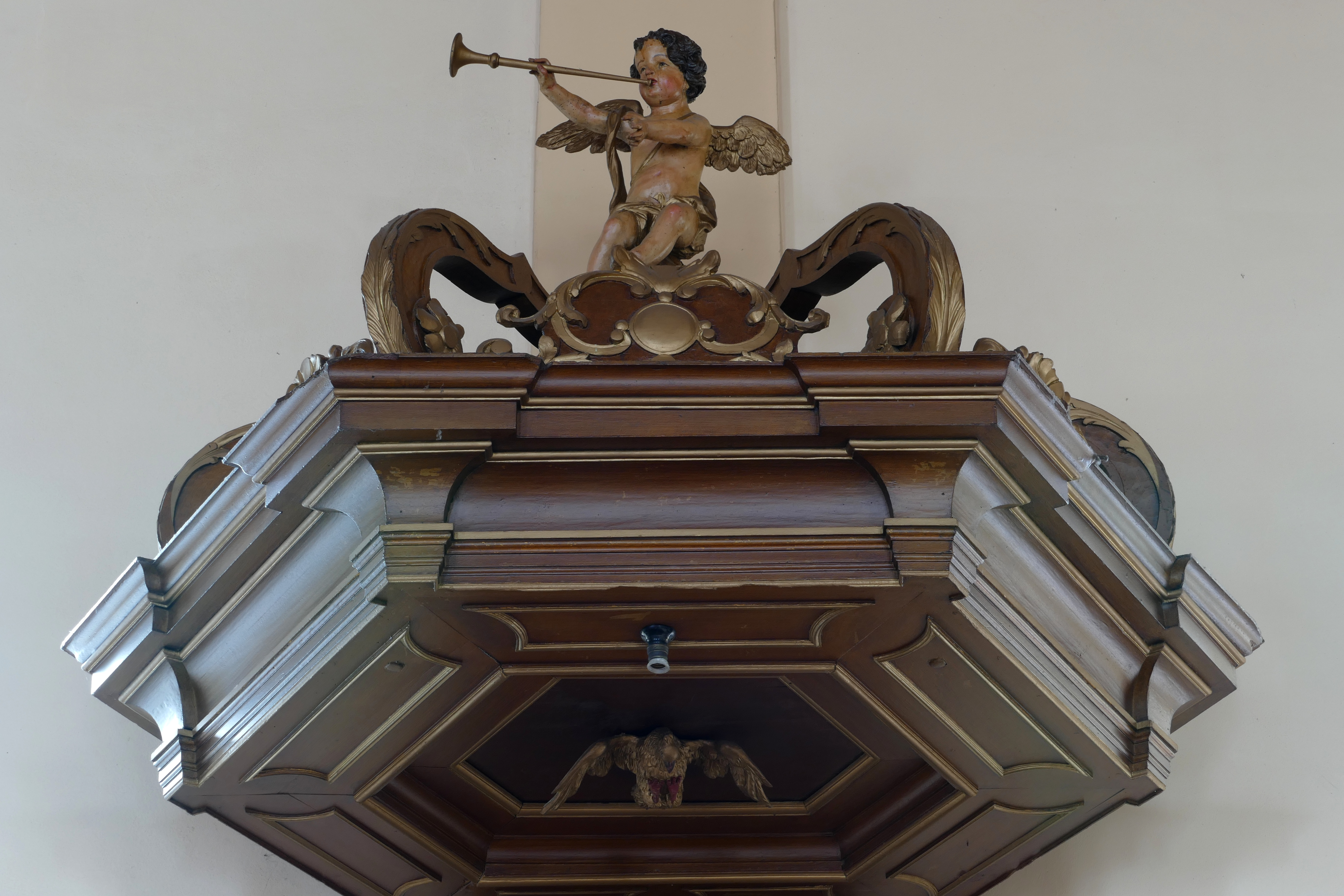
Schalldeckel mit Posaunenengel